# Phil Ritson
Philip (Phil) Ritson (Rhodesië) is een Zimbabwaans voormalig golfer, golfcoach en -commentator. In 2010 werd hij opgenomen op de Zuid-Afrikaanse Golf Hall of Fame.
Ritson was ook bestuurder en later vicevoorzitter van de "South African Professional Golfers' Association".

## Prestaties
Toernooizeges
- 1953: Zuid-Afrikaans PGA Kampioenschap[1][2]

Ereplaatsen
- Tweede plaats op het Zuid-Afrikaans PGA Kampioenschap in 1952[1][2]